# Бёрд, Крис
Крис Бёрд (англ. Chris Byrd, 15 августа 1970, Флинт, Мичиган, США) — американский боксёр-профессионал, выступавший в тяжёлой весовой категории. Вице-чемпион XXV летних Олимпийских игр (1992). Чемпион мира в тяжёлой (версия WBO, 2000; версия IBF, 2002—2006) весовой категории. Победил 5 бойцов за титул чемпиона мира в тяжелом весе. Входил в десятку лучших тяжеловесов мира по итогам года по версии BoxRec с 1996 по 2003, лучшая позиция — 4 (1998). Победные бои против Виталия Кличко и Дэвида Туа оценены BoxRec в 5 звезд. Был первым, кто сумел победить Виталия Кличко.

## Любительская карьера
Крис Бёрд родился в боксёрской семье и начал заниматься боксом с 5 лет. Первый официальный бой он провёл в 10-летнем возрасте. На протяжении всей боксёрской карьеры Криса его тренером являлся отец Джо Бёрд, а секундантами — мать Роуз Бёрд и старшие братья. В любителях он выступал в средних и полусредних весовых категориях. Его достижениями в любительском боксе были:
- 1988 — четвертьфиналист национальных олимпийских отборочных соревнований;
- 1989—1992 — член национальной сборной США по боксу;
- 1989, 1991, 1992 — 1-е место на чемпионате США по боксу;
- 1988, 1990 — 2-е место на чемпионате США по боксу;
- 1990 — четвертьфиналист Игр доброй воли в Сиэтле в первом среднем весе (проиграл немцу Торстену Шмитцу);
- 1991 — участник чемпионата мира в Сиднее в среднем весе (проиграл в первом же бою, на стадии 1/16 финала кубинцу Рамону Гарбею);
- 1992 — победитель международного турнира «Кубок Канады»;
- 1992 — победитель национальных олимпийских отборочных соревнований;
- 1992 — серебряный медалист Олимпийских игр 1992 года в среднем весе (проиграл в финале кубинцу Ариэлю Эрнандесу).

В своём последнем официальном любительском бою в декабре 1992 года Бёрд проиграл будущему чемпиону мира среди боксёров-профессионалов в двух весах британцу Джо Кальзаге.

## Профессиональная карьера
В профессионалах Крис Бёрд дебютировал в январе 1993 года. 1-й бой проходил во 2-м среднем (суперсреднем) весе. Далее Бёрд пошёл по категориям вверх. В 4-м бою в июне 1994 года он перешёл в тяжелый вес. На раннем этапе профессиональной карьеры Бёрда его промоутером был Седрик Кушнер, а позднее — Дон Кинг.

### 1995—1998
В период с 1995 по 1998 Бёрд побеждал таких известных боксёров как Фил Джексон, Лайнел Батлер, Юрай Грант, Берт Купер, Джимми Тандер и Элисьер Кастильо.

### 1999—2006

#### Бой с Айком Ибеабучи
В марте 1999 Крис Бёрд вышел на ринг против небитого нокаутёра Айка Ибеабучи. Поначалу поединок складывался равно. Бёрд бегал, а Ибеабучи пытался его догнать. В 5 раунде Крис Бёрд застоялся у канатов и пропустил сильнейший левый апперкот. У него опустились руки, и в этом момент Ибеабучи добавил правый кросс. Это был тяжелый нокдаун. Тем не менее он поднялся. До конца раунда оставалось меньше минуты. Ибеабучи сразу пошёл в атаку. Берд поскользнулся и рефери ошибочно отсчитал 2-й нокдаун. Айк Ибеабучи прижал его у канатов и обрушил град ударов, большая часть прошла либо по защите, либо мимо. Тем не менее за 1 секунду до конца раунда рефери принял решение остановить бой. Это было 1-е поражение Бёрда.
После поражения от Ибеабучи, Бёрд провёл 4 поединка, в которых одержал досрочные победы.

#### Чемпионский бой с Виталием Кличко
В апреле 2000 год Крис Бёрд вышел на ринг против чемпиона Виталия Кличко. Поиски соперника велись долго, и назначенный оппонент получил травму. Замену нашли в лице американца Криса Бёрда, которого известили, и предоставили возможность сразиться за чемпионский титул, за 9 дней до боя. Бёрд имел хороший послужной список, но был бывшим полутяжем, и был явным аутсайдером в бою с Виталием. Но благо американцу, Виталий Кличко получил в бою травму плеча. Виталий долго терпел боль, пытаясь нокаутировать Бёрда в ранних раундах. Но скорость и манёвренность более лёгкого оппонента, не давало это сделать. Боль становилась невыносимой, и неожиданно для всех зрителей, угол Кличко отказался от продолжения боя в перерыве между 9 и 10 раундами. Победил Бёрд.

#### 1-й бой с Владимиром Кличко
В октябре 2000 Крис Бёрд в первой защите своего титула вышел против брата своего предыдущего соперника, Владимира Кличко. Владимир Кличко победил по очкам в 12 раундовом бою. Кличко отправлял Бёрда в нокдаун в 9-м и 11-м раундах. Владимир Кличко стал новым чемпионом по версии WBO.

#### Бой с Морисом Харрисом
В 2001 объявлен турнир из 4-х бойцов: Дэвидом Туа и Дэниел Николсон в 1-м полуфинале и Крис Бёрд и Морис Харрис в 2-м полуфинале.
В мае 2001-го Крис Бёрд без проблем переиграл Мориса Харриса.

#### Претендентский бой с Дэвидом Туа
В августе 2001 года состоялся финальный отборочный бой за титул IBF в тяжёлом весе между Крисом Бёрдом и Дэвидом Туа. Бёрд был бывшим средневесом и слабо котировался перед боем. Он использовал своё преимущество в технике и скорости, сумев нанести большее количество ударов, и не пропустить в ответ. По итогам 12 раундов судьи отдали победу американцу.

#### Чемпионский бой с Эвандером Холифилдом
В 2002 году чемпион мира Леннокс Льюис отказался встретиться с обязательным претендентом за титул IBF Крисом Бёрдом и как следствие отказался от титула.
В декабре 2002 года состоялся бой Криса Бёрда против легендарного Эвандера Холифилда. Постаревший Холифилд мало что мог сделать против своего более молодого соперника и проиграл бой по очкам.

#### Защиты титула
В сентябре 2003 года Крис Бёрд одолел пуэрториканца Фреса Окендо.
В апреле 2004 года состоялся бой Криса Бёрда и осевшего в США поляка Анджея Голоты. Бёрд великолепно защищался, принимая многочисленные удары Голоты на блок либо уходя от них за счёт работы корпусом. В результате Голоте практически не удавалось достать оппонента акцентированным попаданием. Более того, американский тяжеловес то и дело огрызался быстрыми, резкими и крайне неприятными для соперника джебами и кроссами. Голота шёл вперёд и атаковал оппонента многоударными комбинациями, которые не всегда, но всё-таки достигали цели. В целом Бёрд превзошёл оппонента в качестве ударов, при этом заметно уступив в их количестве. В итоге судьи посчитали, что поединок завершился вничью.
В ноябре того же года Бёрд встретился на ринге со своим другом Джамилем Макклайном. Во 2-м раунде Бёрд побывал в нокдауне. Тем не менее, Макклайн не смог развить свой успех. Бой закончился спорным раздельным решением в пользу Бёрда.
В октябре 2005 года Бёрд победил Дэваррила Уильямсона.

#### 2-й бой с Владимиром Кличко
В апреле 2006 года в Германии состоялся 2-й бой Бёрда и Владимира Кличко. Бой закончился нокаутом в 7-м раунде.

### 2007—2008
В 2007 году Крис Бёрд провёл два боя: 18 апреля 2007 на Багамах против малоизвестного 40-летнего американского боксёра итальянского происхождения Пола Маринасио (Paul Marinaccio), в котором победил в 7 раунде.

#### Бой с Александром Поветкиным
Многоопытный Бёрд в данном поединке ожидаемо сделал ставку на скорость передвижения по рингу, быстроту нанесения ударов и защиту корпусом. Но Александр Поветкин легко поддержал высокий темп боя, стремясь подавить сопротивление Бёрда собственной атакующей активностью. Уже в ранних раундах россиянину удалось отыскать слабые места в защитных построениях оппонента. На протяжении всего боя Александр сильно, прицельно и успешно бил справа, чередуя кроссы с прямыми «выстрелами» вразрез между перчатками американского боксёра, атаковал разнообразными серийными комбинациями, регулярно превосходил соперника в разменах ударами. Бёрд оказывал упорное сопротивление, периодически доставал Поветкина джебом и ударной левой рукой, активно используя при этом фирменную защиту уклонами, но попадания россиянина значительно снижали его подвижность. В итоге Александру все чаще удавалось запирать экс-чемпиона мира у канатов и проводить серии ударов, наносившие тому серьёзный урон. Начиная с шестого раунда преимущество Поветкина стало подавляющим. Его мощные удары справа раз за разом достигали цели, заставляя Бёрда демонстрировать чудеса стойкости. Однако в 8-м и 9-м раундах американский тяжеловес сумел прибавить и провести несколько удачных контратак. На последний относительный успех Бёрда в данном поединке Поветкин ответил великолепно проведенной концовкой боя. Полностью подавив соперника в 10-м раунде, Александр довершил дело в 11-м. Очередную серию ударов российского боксёра по зажатому в углу ринга оппоненту прервало решение секундантов Бёрда, остановивших одностороннее избиение своего мужественного подопечного.

#### Бой с Шоном Джорджем
В мае 2008 года состоялся бой между Крисом Бёрдом и Шоном Джорджем. Бой проходил в полутяжёлом весе. Ради этого боя Бёрд сбросил почти 20 килограмм веса. В конце 1-го раунда Джордж пробил встречный правый хук в челюсть. Бёрд пошатнулся. Джордж выбросил ещё несколько ударов, которые прошли вскользь. Однако Бёрд всё же упал на канвас. Он поднялся на счёт 3. Джордж не смог добить противника, так как вскоре прозвучал гонг. В дальнейшем в течение боя Бёрд мало что делал. Его удары не имели силы, а в скорости он уступал противнику. В конце 9-го раунда Джордж провёл серию ударов в голову. Бёрд рухнул на канвас. Он встал на счёт 4. Джордж сразу же бросился добивать. После серии ударов Бёрд упал между канатами. Он поднялся на счёт 5, но слегка пошатывался. Рефери Джей Нейди посмотрел на Бёрда и прекратил поединок.

#### Бой с Матиасом Шадоу
Через 10 месяцев Бёрд вернулся на ринг и вышел  в Штутгарте, Германия, на 8-раундовый поединок против малоизвестного молодого  немецкого боксера Матиаса Шадоу. Бой проходил в рамках 1-го тяжелого веса, в котором Берд явно чувствовал себя более комфортно, чем в полутяжелом. Многоопытный американец сразу взял бой под свой контроль, атакуя практически на выбор, но иногда давал возможность поработать оппоненту, демонстрируя безупречную  защиту. В 4-м раунде Берд позволил противнику запереть себя в углу и провести затяжной спурт, не увенчавшийся, однако,  ни одним плотным попаданием. Сразу после этого легко ушел от атаки и в свою очередь запер оппонента в противоположном углу ринга, обрушив на него град прицельных точных ударов. Видя, что немец практически не в состоянии себя защищать,  рефери остановил бой, зафиксировав победу Берда техническим нокаутом в 4-м раунде. После  этого поединка Берд завершил спортивную карьеру.

## Семья
Крис является самым младшим из восьми детей Джо и Роуз Бёрдов. Его братья Патрик и Тим, а также сестра Трэйси также боксировали на профессиональном ринге. Причём, сестра Криса, также как и он сам, в своё время являлась чемпионкой мира по профессиональному боксу. Все они с детства тренировались под руководством отца, у которого есть собственный тренировочный зал под названием «Академия бокса». Также Джо Бёрд был тренером национальной сборной США по боксу на Олимпийских играх 1992 года, где Крис Бёрд завоевал серебряную медаль.
Другая сестра Криса Бёрда, Лори Бёрд, является профессиональным тренером по баскетболу.
Крис Бёрд приходится двоюродным братом другому американскому экс-чемпиону мира по профессиональному боксу в супертяжёлом весе Леймону Брюстеру.
Жена Криса, Трэйси Бёрд, определённое время также выполняла функции его менеджера, когда он выступал на профессиональном ринге. Они имеют трёх детей.

## Проблемы со здоровьем
В декабре 2018 года Берд заявил о том, что имеет серьезные проблемы с физическим здоровьем и страдает энцефалопатией. Свои проблемы со здоровьем бывший боксер связывал с повторяющимися лёгкими травмами головы, полученными во время карьеры в боксе. Крис Бёрд также заявил, что является сторонником легализации марихуаны и применения её в лечебных целях в качестве обезболивающего.